# Parafia Ewangelicko-Metodystyczna w Gdańsku
Parafia Kościoła Ewangelicko-Metodystycznego w Gdańsku – parafia ewangelicko-metodystyczna działająca w Gdańsku, Sopocie, Gdyni oraz Elblągu z siedzibą we Wrzeszczu, należąca do okręgu zachodniego Kościoła Ewangelicko-Metodystycznego w RP.
Nabożeństwa odbywają się w kaplicy Emanuela przy ul. Pniewskiego 8 w niedziele o godzinie 16:00, a w święta wg ogłoszeń.

## Historia parafii

### Początki
Około 1770 bracia Daniel Gottlieb i Johann Benjamin Tolkienowie jako pierwsi gdańszczanie dołączyli do stowarzyszenia metodystycznego w Londynie, będącego pod opieką ks. Johna Wesleya, współinicjatora ruchu metodystycznego i odnowiciela Kościoła Anglii.

### Episkopalny Kościół Metodystyczny (Bischöfliche Methodistische Kirche)
11 lutego 1894 r. w mieszkaniu rodziny Dirksen przy ul. Stare Domki (Spendhaus-Neugasse) w Śródmieściu Gdańska powstała szkółka niedzielna dla dzieci prowadzona przez Otto Gniecha i Wilhelma Kaufelda – młodych członków berlińskich parafii Episkopalnego Kościoła Metodystycznego (niem. Bischöfliche Methodistische Kirche) powołanych do odbycia służby wojskowej w Gdańsku. Pierwsze nabożeństwa episkopalno-metodystyczne odbywały się w pomieszczeniu przy ul. Rybaki Górne (Hohe Seigen) 23 w Śródmieściu. Ks. Karl Schell (1852–1920), berliński superintendent okręgowy, powierzył gdańską społeczność opiece duszpasterskiej ks. Hugona Günthera – pastora parafii w Białogardzie. Równocześnie ks. Karl Schell zwrócił się do metodystki i socjaldemokratki baronowej Amelii von Langenau (1833–1902), zamieszkałej w Wiedniu, wdowy po austriackim dyplomacie Ferdynandzie von Langenau (1818–1881), o udzielenie pomocy finansowej dla prowadzenia pracy misyjnej w Gdańsku.
Parafia Episkopalnego Kościoła Metodystycznego (Bischöfliche Methodistische Kirche) w Gdańsku została erygowana w roku 1895. Nominację do 
pracy w gdańskim okręgu zborowym otrzymał pastor Paul Wenzel. W latach 1896–1902 jego następcą został pastor Richard Ramdohr, który podczas swojej pracy do parafii przyjął 120 osób. Kolejny gdański pastor Jürgen Rasmussen sen. (1902–1906) dla rosnącej parafii wynajął dom przy ul. Św. Ducha 117 (Heilige-Geist-Gasse 117), a następnie dom przy ul. Żabi Kruk 11 (Poggenpfuhl 11). W roku 1906 gdańska parafia miała 140 członków i członków próbnych.
Kolejny pastor Heinrich Holzschuher działający w parafii w latach 1906–1911 doprowadził do końca planowaną od 1902 budowę obiektu 
metodystycznego w Gdańsku. Budowa rozpoczęła się w roku 1906 lecz z powodu trudności stwarzanych przez władze miejskie prace 
budowlane rozpoczęto w roku 1909. 25 września 1910 biskup William Burt konsekrował dom parafialny Immanuel, położony na rogu obecnych ulic Igielnickiej 1 (Näthlergasse 1) i Katarzynki w Śródmieściu. Na parterze domu parafialnego znajdowała się spora kaplica, a na piętrach mieszkania służbowe oraz pomieszczenia przeznaczone na wynajem. Bryłę budynku zdobiły dwie wieże zwieńczone krzyżami. Podczas Wielkiego Tygodnia 1945 r. w czasie działań wojennych budynek domu parafialnego Immanuel uległ uszkodzeniu i stał się niezdatny do mieszkania oraz prowadzenia nabożeństw.

### Kościół Metodystyczny w Polsce
Ze względów prawnych ograniczających działalność kościelną Niemcom w Wolnym Mieście Gdańsku po zakończeniu I wojny światowej i utworzeniu nowych granic państwowych gdański zbór został przyłączony do Misji Południowego Episkopalnego Kościoła Metodystycznego w Polsce. W 1921 gdy parafia przechodziła pod jurysdykcję Misji PEKM w Polsce, gdański okręg zborowy liczył 341 członków i 14 miejsc kazań, zaś sama parafia gdańska miała 129 członów pełnoprawnych i próbnych oraz 80 dzieci korzystających ze szkółki niedzielnej.
W 1922 roku pierwsza Konferencja Misyjna Południowego Episkopalnego Kościoła Metodystycznego w Polsce i Gdańsku postanowiła o utworzeniu okręgu gdańsko–poznańskiego. Jednak przetrwał on tylko rok. Następna konferencja zawężyła obszar Okręgu do Wolnego Miasta Gdańska i jego okolic ponieważ Gdańsk jako wolne miasto nie należał do Rzeczypospolitej i nie można było łączyć go strukturalnie z resztą kraju. Od 1922 roku zwierzchnikiem okręgu najpierw gdańsko–poznańskiego, a od 1923 samego gdańskiego do roku 1927 został superintendent Jürgen Rasmussen, który równocześnie pełnił obowiązki pastora gdańskiej parafii. W latach 1921–1927 gdańska parafia była największym zborem Misji PEKM w Polsce.
W roku 1927 gdańska parafia ponownie przeszła pod zwierzchnictwo Północnowschodniej Konferencji Niemiec (Nordostdeutsche Konferenz) i należała do okręgu Królewiec. Pastorem gdańskiej parafii w latach 1927–1933 został wówczas Albert Gräßle, a następnie w latach 1933–1945 Erich Steffen.

### Okres powojenny
Od 3 września 2016 decyzją ks. Sławomira Rodaszyńskiego, superintendenta okręgu zachodniego, pastorem został ks. Sebastian Maria Niedźwiedziński.
W 2018 roku konferencja parafialna powołała stację kaznodziejską w Gdyni.

## Wykaz proboszczów (pastorów parafii)
- 1895–1896 – ks. H. Paul Wenzel
- 1896–1902 – ks. Richard Ramdohr
- 1902–1906 – ks. Jürgen Rasmussen
- 1906–1911 – ks. Heinrich Holzschuher
- 1911–1914 – ks. Ernst Voigt
- 1914–1920 – ks. Richard Güther
- 1920–1927 – ks. superintendent Jürgen Rasmussen
- 1927–1933 – ks. Albert Gräßle
- 1933–1945 – ks. Erich Steffen
- 1945–... – brak danych
- 19...–... – Stanisław Rindejko
- 2000–2016 – ks. Wawrzyniec Markowski
- od 2016 – ks. Sebastian Niedźwiedziński